# Эсперанс (яхта, 1720)
«Эсперанс» — парусная яхта Каспийской флотилии Российской империи, построенная в Казани и принимавшая участие в Персидском походе 1722—1723 годов.

## Описание судна
Парусная яхта с деревянным корпусом. 

## История службы
Яхта «Эсперанс» был заложена на стапеле Казанской верфи в августе 1719 года и после спуска на воду в 1720 году вошла в состав Каспийской флотилии России. Строительство вёл кораблестроитель Роберт Гардлий.
Принимала участие в Персидском походе 1722—1723 годов.